# Dobříč, Plzeň-sever
Dobříč là một làng thuộc huyện Plzeň-Bắc (huyện), vùng Plzeňský, Cộng hòa Séc.